# Polizeipräsidium Karlsruhe

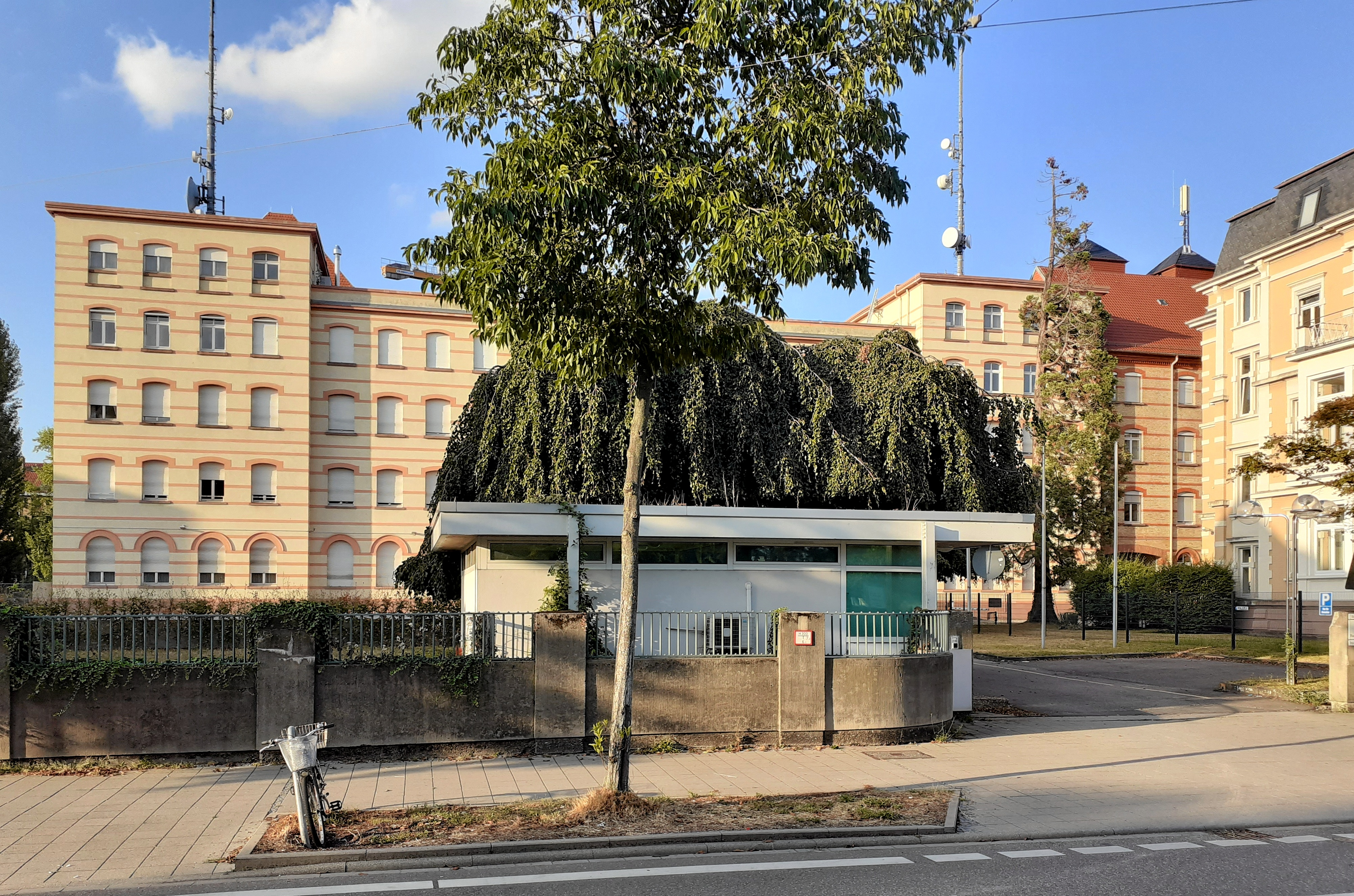
Polizeipräsidium Karlsruhe an der Durlacher Allee in ehemaligen Firmengebäuden von Wolff & Sohn

Das Polizeipräsidium Karlsruhe mit Sitz in Karlsruhe ist das für den Stadt- und Landkreis Karlsruhe zuständige regionale Polizeipräsidium der Polizei Baden-Württemberg. Es befindet sich in der ehemaligen Fabrik von F. Wolff & Sohn.
Zum 1. Januar 2020 wurde der Bereich des Polizeipräsidiums Karlsruhe im Zuge der Korrektur der Polizeireform um den Landkreis Calw, den Enzkreis und den Stadtkreis Pforzheim reduziert. Diese Kreise bilden nun mit dem Landkreis Freudenstadt ein neues regionales Polizeipräsidium mit Sitz in Pforzheim.

## Organisation
Der Zuständigkeitsbereich umfasst eine Fläche von 1258 km² mit ca. 757.000 Einwohnern.
Das Polizeipräsidium Karlsruhe gliedert sich, wie alle Polizeipräsidien in Baden-Württemberg, in die Direktion Polizeireviere, Kriminalpolizeidirektion und Verkehrspolizeidirektion. Der Leitungsbereich besteht aus dem Polizeipräsidenten, den Stabsstellen Öffentlichkeitsarbeit, Strategisches Controlling und Qualitätsmanagement sowie dem Führungs- und Einsatzstab, dem Referat Kriminalprävention und der Verwaltung. Das Polizeipräsidium hat eine Personalstärke von rund 1900 Mitarbeitern, davon 300 im Nichtvollzug.

### Direktion Polizeireviere
Der Direktion Polizeireviere am Standort des Polizeipräsidiums Karlsruhe sind 10 Polizeireviere (PRev) und den Revieren sind 25 Polizeiposten (Pp) nachgeordnet. Im Einzelnen sind dies:
- Polizeirevier Bad Schönborn mit den drei Polizeiposten Kraichtal, Östringen und Ubstadt-Weiher
- Polizeirevier Bretten mit den drei Polizeiposten Oberderdingen, Sulzfeld und Walzbachtal
- Polizeirevier Bruchsal mit dem Polizeiposten Karlsdorf-Neuthard
- Polizeirevier Ettlingen mit den drei Polizeiposten Albtal, Malsch und Rheinstetten
- Polizeirevier Karlsruhe-Durlach mit dem Polizeiposten Pfinztal
- Polizeirevier Karlsruhe-Marktplatz
- Polizeirevier Karlsruhe-Südweststadt mit den vier Polizeiposten Karlsruhe-Beiertheim-Bulach, Karlsruhe-Oberreut, Karlsruhe-Rüppurr, Karlsruhe-Südstadt
- Polizeirevier Karlsruhe-Waldstadt mit den fünf Polizeiposten Hardt, Karlsruhe-Hagsfeld, Karlsruhe-Neureut, Stutensee und Weingarten (Baden)
- Polizeirevier Karlsruhe-West mit den zwei Polizeiposten Karlsruhe-Grünwinkel/Daxlanden und Karlsruhe-Mühlburg
- Polizeirevier Philippsburg mit den zwei Polizeiposten Bruhrain und Graben-Neudorf

Weiterhin nachgeordnet sind die Führungsgruppe, die Polizeihundeführerstaffel, die Einheit Gewerbe und Umwelt, der Objektschutz und der Einsatzzug.

### Kriminalpolizeidirektion
Die Kriminalpolizeidirektion (KPDir) hat ihren Sitz ebenfalls in Karlsruhe. Innerhalb der KPDir sind acht verrichtungsorientierte Kriminalinspektionen (K) und drei Kriminalkommissariate (KK) eingerichtet.
- Führungsgruppe
- Kriminalinspektion 1 – Kapitaldelikte, Sexualdelikte, Amtsdelikte
- Kriminalinspektion 2 – Raub, Eigentums- und jugendspezifische Kriminalität, Zentrale Integrierte Auswertung
- Kriminalinspektion 3 – Wirtschaftskriminalität, Korruption, Umweltdelikte
- Kriminalinspektion 4 – Organisierte Kriminalität und Rauschgiftkriminalität
- Kriminalinspektion 5 – Cybercrime und Digitale Spuren
- Kriminalinspektion 6 – Staatsschutz
- Kriminalinspektion 7 – Einsatz- und Ermittlungsunterstützung, Kriminaldauerdienst, Datenstation
- Kriminalinspektion 8 – Kriminaltechnik
- Kriminalkommissariat Bruchsal

### Verkehrspolizeidirektion
Die Verkehrspolizeidirektion hat ihren Sitz in ebenfalls in Karlsruhe. Ihr nachgeordnet sind:
- Führungsgruppe
- Verkehrsüberwachung
- Autobahnpolizeirevier Karlsruhe – Verkehrsunfallaufnahme
- Autobahnpolizeirevier Pforzheim
- Verkehrskommissariat Pforzheim